# Boas Lysgaard
Boas Lysgaard (født 22. november 2004 i Hillerød) er en cykelrytter fra Danmark, der er på kontrakt hos BHS-PL Beton Bornholm.
I midten af september 2022 blev det offentliggjort, at Boas Lysgaard fra 2023 havde skrevet kontrakt med det danske kontinentalhold BHS-PL Beton Bornholm.